# Hard Candy Christmas
"Hard Candy Christmas" é uma canção escrita por Carol Hall para o musical The Best Little Whorehouse In Texas, no Brasil, A Melhor Casa Suspeita do Texas.
A canção foi originalmente gravada por Dolly Parton (que interpretou a Senhorita Mona) para a versão cinematográfica do musical. Parton é destaque como solista nos refrões, com as meninas que a acompanham. Uma outra versão pode ser encontrada no álbum da trilha sonora do filme, no qual Parton canta sozinha.
A versão de Dolly Parton da canção foi lançada como single e alcançou a posição #8 na parada de singles norte-americanos em novembro de 1982.  Em 1998, a canção re-entrou nas paradas do país e alcançou a posição #73. Embora não seja expressamente uma "canção de Natal", por si só, a gravação do Parton tornou-se uma das mais aclamadas canções de natal dos Estados Unidos; Parton também cantou a música no Bob Hope 's Christmas Special, em 1988. Posteriormente a música fora incluída em seu álbum de natal Home For Christmas.
Em 1997, a canção foi regravada por RuPaul no álbum Ho, Ho, Ho com Michelle Visage e Barbara Mitchell. A canção também foi regravada pelo roqueiro indie Dan Bryk, e None The Richer, vocalista do Leigh Nash em sua respectiva 2.006.
Venture Bros. lançou uma versão da canção em 2005.
Em 2012 Tracey Thorn gravou uma versão da canção para seu álbum natalino Tinsel and Lights. 
A cantora Cyndi Lauper regravou uma versão da música em 2015 como primeiro single do seu álbum country Detour. Segundo Lauper, a regravação foi uma homenagem à Dolly Parton que esteve presente no estúdio durante a gravação de Detour.

## Chart performance (Versão de Dolly Parton)
| Chart (1982)                       | Peak position |
| ---------------------------------- | ------------- |
| U.S. Billboard Hot Country Singles | 8             |
| Canadian RPM Country Tracks        | 27            |

## References
1. ↑  http://www.rollingstone.com/music/premieres/hear-cyndi-lauper-cover-dolly-partons-hard-candy-christmas-20151208